# Войон
Во́йон (греч. Βόιον) — горный хребет в Греции, в горной системе Пинд. Тянется с северо-запада на юго-восток. Высочайшая вершина — гора Профитис-Илиас-Супаниу высотой 1804,6 м над уровнем моря, на границе периферийных единиц Кастория и Козани в периферии Западная Македония. Южным продолжением являются горы Талиарос (Τάλιαρος) между селами Доцикон и Эптахорион. Северная часть называется Ондрия (горы Мегало-Ондрия, 1596 м и Микра-Ондрия, 1525 м). На западе отделён от гор Грамос рекой Сарандапорос. С севера ограничен рекой Альякмон от гор Амуда (1546 м) и Алевица (1585 м). Восточнее находятся горы Аскион. На юге граничит с горами Аница (1728 м), Скурдза (1800 м) и Василица (2248 м).
Важнейшие вершины — Палиокримини (Παλιοκριμήνι, 1802 м), Танасулас (Θανασούλας), Аспри-Петра (Άσπρη Πέτρα) и Пиргос (1758 м). В 2 км к югу от горы Профитис-Илиас-Супани горы пересекает Европейский маршрут E90.
На склонах Войона берут начало реки Сарандапорос, Праморица (Πραμόριτσα), Велас и Венетикос.
Страбон упоминает гору как Бойона.
На склонах Войона со стороны Козани находится историческая область Кастанохория, которые отличается своей традиционной каменной архитектурой.
У села Витос на реке Праморица в 2008 году создано техническое водохранилище, популярное у туристов и рыбаков.